# Regard masculin
Pour les articles homonymes, voir Regard (homonymie).

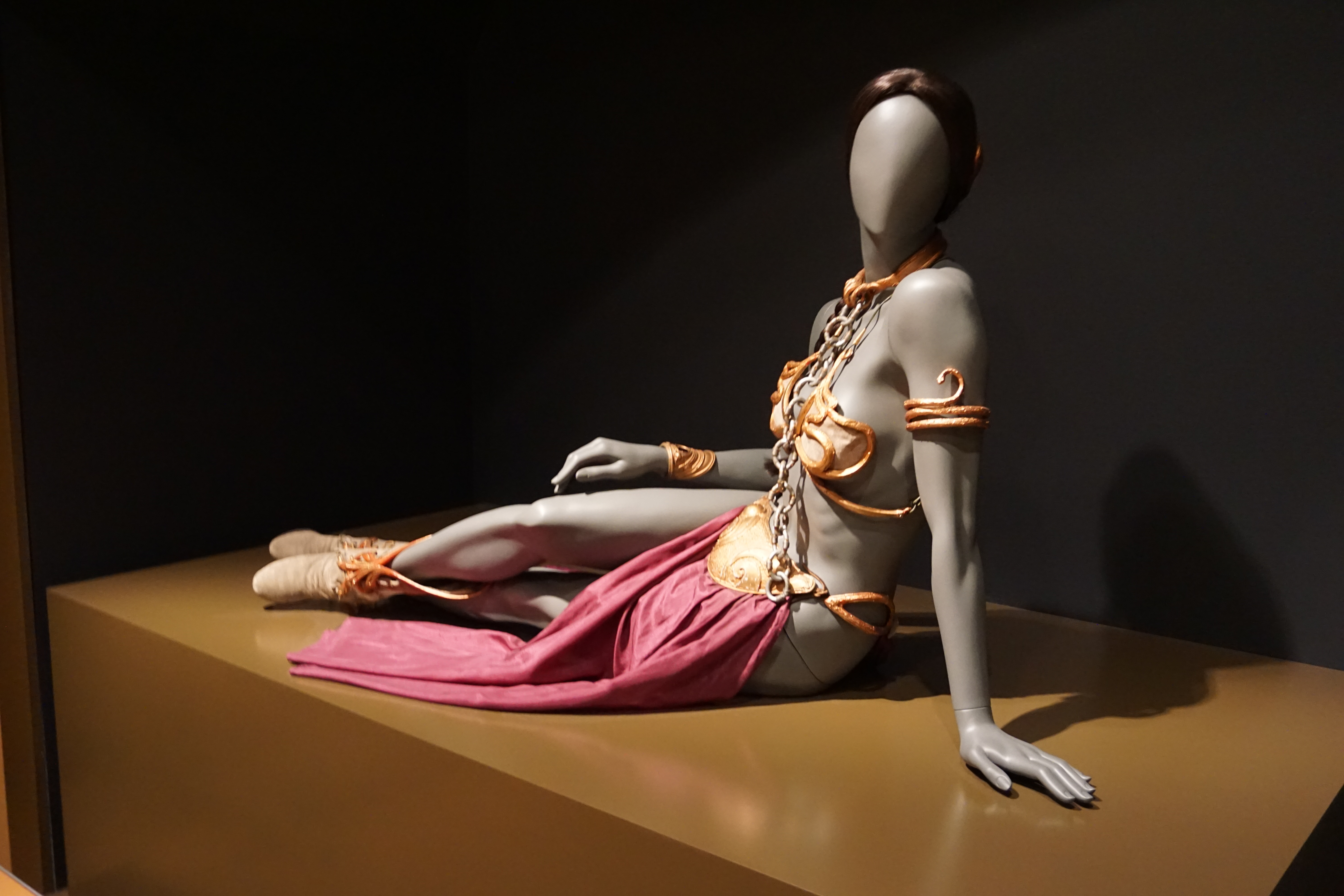
Le costume d'esclave de Leia Organa dans Star Wars, épisode VI : Le Retour du Jedi est considéré comme un exemple de regard masculin.

Le regard masculin, ou vision masculine, plus connu sous l’appellation en anglais  male gaze, est un concept postulant que la culture visuelle dominante (photographie, cinéma, publicité, jeu vidéo, bande dessinée, etc.) impose une perspective d'homme cisgenre hétérosexuel. 
Ce concept, qui a été proposé par la réalisatrice et critique de cinéma Laura Mulvey dans son article Visual Pleasure and Narrative Cinema (Plaisir visuel et cinéma narratif) publié en 1975, a une forte influence sur la théorie féministe du cinéma et sur les études des médias.
On parle de male gaze lorsque les personnages féminins sont sexualisés et que la caméra s'attarde, par exemple, sur les formes d'un corps féminin,. Ce concept est considéré comme le signe d'un pouvoir asymétrique.

## Origines
L'expression existe depuis 1965 en anglais et dans sa version française, depuis 1993.
En 1972, le critique d'art John Berger étudie dans Ways Of Seeing, une série d'émissions sur la BBC, et notamment dans l'épisode 2, le point de vue sur les femmes dans l'art européen. Il détermine que ce regard, qu'il ne nomme pas expressément male gaze, est masculin. Que les femmes sont vues à travers le désir de l'homme et que cela conditionne le regard qu'ont les femmes d'elles-mêmes. Les émissions font plus tard l'objet d'un livre, traduit en français sous le titre Voir le voir (1972) ; John Berger démontre également que les rôles assignés aux hommes et aux femmes n'ont pas fondamentalement évolué malgré l'apparition de la photographie et de la vidéo.

## Concepts

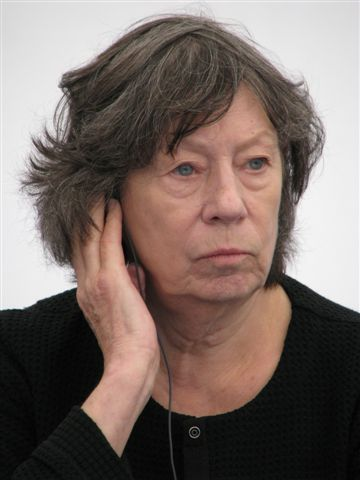
Laura Mulvey, initiatrice du concept.

Selon Laura Mulvey, militante engagée du Women's Lib à Londres, les violences exercées sur les femmes par le patriarcat et le capitalisme sont véhiculées dans les images produites par le cinéma. S'appuyant sur les théories de Sigmund Freud et du marxisme, elle introduit le concept de regard masculin (proche du voyeurisme, de la scopophilie et du narcissisme) qui comprend le regard du réalisateur, des personnages masculins et du spectateur.
Elle postule que, dans les films produits par Hollywood, l'image sexualisée des actrices est le sujet central du film afin de satisfaire le plaisir de l'homme. D’après Laura Mulvey, les personnages masculins sont actifs, les personnages féminins sont façonnés pour être regardés et sexualisés,. Laura Mulvey distingue deux types de regard. Le premier, de type « sadique », démystifie le personnage féminin par la narration, car « le sadisme a besoin d'une histoire ». Le second est la scopophilie (concept freudien) qui peut atteindre le voyeurisme : une forme d'érotisme fondée uniquement sur le regard et non sur la narration, qui survalorise la beauté de la femme et dont l'exemple est le culte des stars de cinéma. Les deux déshumanisent la femme observée. Pour le public, ces regards impliquent souvent, consciemment ou non, l'engagement dans les rôles traditionnels féminins et masculins,.
Un film peut ainsi avoir trois niveaux de lecture et trois différents regards : celui de la caméra enregistrant les évènements du film, celui du public invité à trouver les scènes voyeuristes, et celui des personnages interagissant entre eux. Tous assimilent le regard, donc l'actif, au masculin et l'objet du regard, le passif, au féminin. De fait, les actes des personnages féminins, ont peu d'intérêt en eux-mêmes pour le scénario et servent surtout de support aux actes des personnages masculins. Apprécier une telle œuvre pour un public féminin revient à s'identifier au protagoniste masculin.
D'après la critique et professeure de cinéma Wendy Arons (en), le regard masculin, en se focalisant sur le corps des personnages féminins violents de films d'action, atténue leur impact violent, tout en les maintenant dans une position érotisée.
La logique sexuée du regard masculin a aussi été mise en évidence dans la représentation des destinations touristiques.
En peinture et photographie les femmes constituent l’objet du regard et les hommes sont représentés agissant. D'après Giovanna Zapperi, « Les regards se distribuent et s’organisent selon une ligne de démarcation sexuée qui distingue l’objet du regard du sujet qui regarde, et le ou la regardé·e du regardeur ».
En littérature, Nancy Huston, dans son Journal de la Création, étudie le parcours de sept écrivaines semés d'obstacles provenant du regard masculin dans leur processus créatif. Selon elle, seule George Sand parvient à inverser les positions, passant d'objet à sujet.
Le male gaze opère également dans la presse destinée à un public féminin. Des chercheurs de l'université du Vermont ont observé que la pose des mannequins dans les publicités suggère qu’elles savent qu’on les regarde, mais aussi qu’elles contrôlent ce regard. Elles proposent aux femmes un pouvoir qui ne passe que par le contrôle qu’elles exercent sur le regard masculin, toujours sous-entendu.

## Réception
L'article publié par Laura Mulvey en 1975 suscite une polémique dans le monde anglo-saxon. De nombreux spécialistes étudient le concept, le développent et le complexifient. Alors qu'elle n'avait initialement envisagé que le point de vue du spectateur masculin, Mulvey développe en 1981 le point de vue de la spectatrice.
Pour l’historien de l'art André Gunthert, le male gaze rencontre une forte résistance en France. Les milieux cinéphiles français rejettent ce concept par son aspect moralisateur, au nom de l'autonomie de l'art. L'article de Laura Mulvey est traduit partiellement en français en 1993 dans la revue CinémAction puis dans son intégralité sur le site Débordements. Les textes de Laura Mulvey ne sont traduits partiellement en français qu'en 2018 avec une introduction de Teresa Castro.
Depuis 2017 et la popularisation du mouvement MeToo qui dénonce des violences faites aux femmes, le point de vue féministe développé par Laura Mulvey se diffuse dans le monde audiovisuel. Les films sont de plus en plus analysés pour révéler le male gaze qui réduit les femmes à un objet de désir et de plaisir.
Certaines cinéastes tentent de développer un regard féminin dans leurs œuvres pour contrebalancer le regard masculin.

## Développements

### Matrixial Gaze
La psychologue clinicienne Bracha Ettinger propose le matrixial gaze (en) (fondé sur l'image de la matrice) contre le regard phallique de Lacan, en développant la trans-subjectivité. Elle critique Lacan dans sa conception du sujet et préfère ne pas opposer « regard masculin » et female gaze mais développe un « regard » fondé sur la matrice et l'empathie tout en renouvelant la relation sujet/objet.

### Regard oppositionnel
Dans son article « The Oppositional Gaze : Black female spectators », bell hooks applique ce concept aux femmes noires comme objets de regard, à la suite de la lecture de l'essai de Laura Mulvey. Sa théorie s'applique aux femmes en général (globalisation), en rapport avec Lacan et sa théorie du miroir, où l'enfant développe un Idéal du Moi : le regard porté sur les femmes noires serait antérieur à ce développement (contrairement à celui sur les femmes blanches) ; il y a bien regard masculin, mais sans idéalisation.

### Cinéma d'avant-garde
Iris Brey et Geneviève Sellier appliquent cette approche féministe au cinéma d'avant-garde (par exemple la Nouvelle Vague) et n'observent pas sur ce point de différence avec le cinéma hollywoodien.